# ゲッセルツハウゼン
ゲッセルツハウゼンまたはゲッサーツハウゼン（ドイツ語: Gessertshausen、近隣では Gessertshausa と呼ばれる）は、ドイツ連邦共和国バイエルン州シュヴァーベン行政管区のアウクスブルク郡に属す町村（以下、本項では便宜上「町」と記述する）である。この町の首邑はゲッセルツハウゼン行政共同体の本部所在地である。

## 地理

### 位置
首邑のゲッセルツハウゼン地区はアウクスブルクの西約 15 km、アウクスブルク＝ヴェストリヘ・ヴェルダー自然公園内のシュムッター川沿いに位置している。
自治体ゲッセルツハウゼンは、シュムッタータールおよびシュヴァルツァハタールの近郊レジャー地である。シュムッタータールは、ヨーロッパにおいて重要な FFH-地区に指定された。近隣の重要なハイキング地が、1211年に創設されたシトー会女子修道院オーバーシェーネンフェルト修道院である。かつての事務棟にオーバーシェーネンフェルト博物館が設けられている。ゲッセルツハウゼンは、アウクスブルクの西方に位置する広さ 1200 km2 のアウクスブルク＝ヴェストリヘ・ヴェルダー自然公園内に位置している。特にレジャー地として重要であるが、木材の供給地としてもこの地域で大きな重要性を占めている。

### 自治体の構成
この町は、5つのゲマルクング（行政/統計上の管区）、9つのゲマインデタイル（地理上の地区）からなる。ゲマルクングとゲマインデタイルを以下に列記する（ゲマルクングは同名のゲマインデタイルを含む）。また、ゲマインデタイルになっていない住宅地を斜体で記述した。
- ゲマルクング・ゲッセルツハウゼン。ディートキルヒ、フーベルトゥスカペレ、クロスター・シェーネンフェルト、ベルクミューレ
- ゲマルクング・ドイバッハ。ドイバッハー・ミューレ
- ゲマルクング・デプスホーフェン。ヴァイハーホーフ、エンゲルスホーフ
- ゲマルクング・マルゲルツハウゼン。
- ゲマルクング・ヴォリスハウゼン。

#### ゲッセルツハウゼン
ゲマインデタイル・ゲッセルツハウゼンには、修道院集落オーバーシェーネンフェル、教区教会がある小集落ディートキルヒ、離村エンゲルホーフが含まれる。
宗教上重要なディートキルヒの洗礼教会は、元々シュムッター川の島にあり、現在は河畔に建っている。現在の教会堂は1723年に建設された。南チロルの建築家フランツ・ベーアの作品である。ゲッセルツハウゼンの南西にあたるシュヴァルツァハの谷にシトー会オーバーシェーネンフェルト女子修道院がある。フランツ・ベーアによる芸術史上特筆すべき修道院教会の他に、修道院の建築複合体が元々の形で遺っているのは、ドイツ全土でも類を見ない。
ゲッセルツハウゼンの南の森の中に離村エンゲルスホーフがある。おそらく11世紀の開墾によって成立し、1151年にアウクスブルクのアウグスチノ会聖堂参事会が購入した。小さな城館風の建物は、世俗化まで聖堂参事会の夏の別荘として利用された。1613年にここに建てられたミヒャエル礼拝堂は1834年に取り壊された。

#### マルゲルツハウゼン
かつては独立した自治体であったマルゲルツハウゼンは、アウクスブルクの南西約 17 km のシュムッター川右岸に位置している。10世紀には既にここに集落があったが、集落自体は8世紀または9世紀に成立していたと考えられる。1140年頃に Madelgershausen という表記で初めて文献に記録されている。マルゲルツハウゼンは、アウクスブルク司教ウルリヒによって創設されたシュピタール（施療院）の所有であり、12世紀にアウグスチノ会聖十字架聖堂参事会の所有に移り、世俗化までその所有下にあった。

## 歴史

### 自治体の成立まで
ゲッセルツハウゼンは、シュムッタータールで最初期の定住地の1つに数えられ、周辺集落の起点となった。文献上は1150年に Gotsherhusen と記述されているのが初出である。
中世には、ゲッセルツハウゼンのアウクスブルク司教の所有地は、様々なアウクスブルク市民にレーエンとして与えられた。これらの土地は寄進や購入によってオーバーシェーネンフェルト修道院に移譲され、1803年の世俗化までこの修道院が土地領主であった。世俗化以降は、帝国代表者会議主要決議に基づき、バイエルンがこの地を領した。

### 町村合併
バイエルン州の地域再編に伴い、1972年7月1日にゲッセルツハウゼン、マルゲルツハウゼン、ヴォリスハウゼンが新たな自治体ゲッセルツハウゼンとして合併した。1978年5月1日にドイバッハとデプスフーフェンがこれに加わった。

## 住民

### 人口推移
1988年から2018年までの間にこの町の人口は3,871人から4,344人へ、473人 12.2 % 増加した。

## 行政
ゲッセルツハウゼンの町議会は16議席の議員と町長で構成される。
町長はイュルゲン・メーゲレが2016年から務めている。

### 紋章
図柄: 赤地と白（銀）地に斜め二分割。これを背景に、金の冠を被り、ニンバスを背負って立つ聖母。聖母は、赤い服に青いマントを身につけ、右手に子供を抱き、左手にバラの枝を持っている。
紋章の由来: ゲッセルツハウゼンは、初めはアウクスブルク司教領に属したが、やがて購入や寄進により1207年に近くに建設されたシトー会オーバーシェーネンフェルト女子修道院領となった。この修道院は1803年の世俗化まで、村のほぼ全域の土地領主であった。この修道院は14世紀以降、幼児イエスを膝に乗せ、左手にバラの枝を持ってベンチに座る聖母を印章に用いていた。この町の紋章はこの印章に少し手を加えたものである。この紋章では聖母は立ち、右手で子供を抱き、左手にバラの枝を持っている。このデザインは修道院とこの町との緊密な関係を示している。斜めに赤地と銀地に分けられた背景は、ハッテンベルク城の代官で、ケムナート家もこれに含まれる一門の紋章から採られた。
この紋章は1952年から用いられている。
備考: 紋章学的には、上部の色から順番に「銀地と赤地に斜め二分割された背景」と記述するのが正しいのだが、ここでの紋章記述は紋章学の原則から外れている。

## 文化と見所
- オーバーシェーネンフェルト修道院
- オーバーシェーネンフェルト博物館

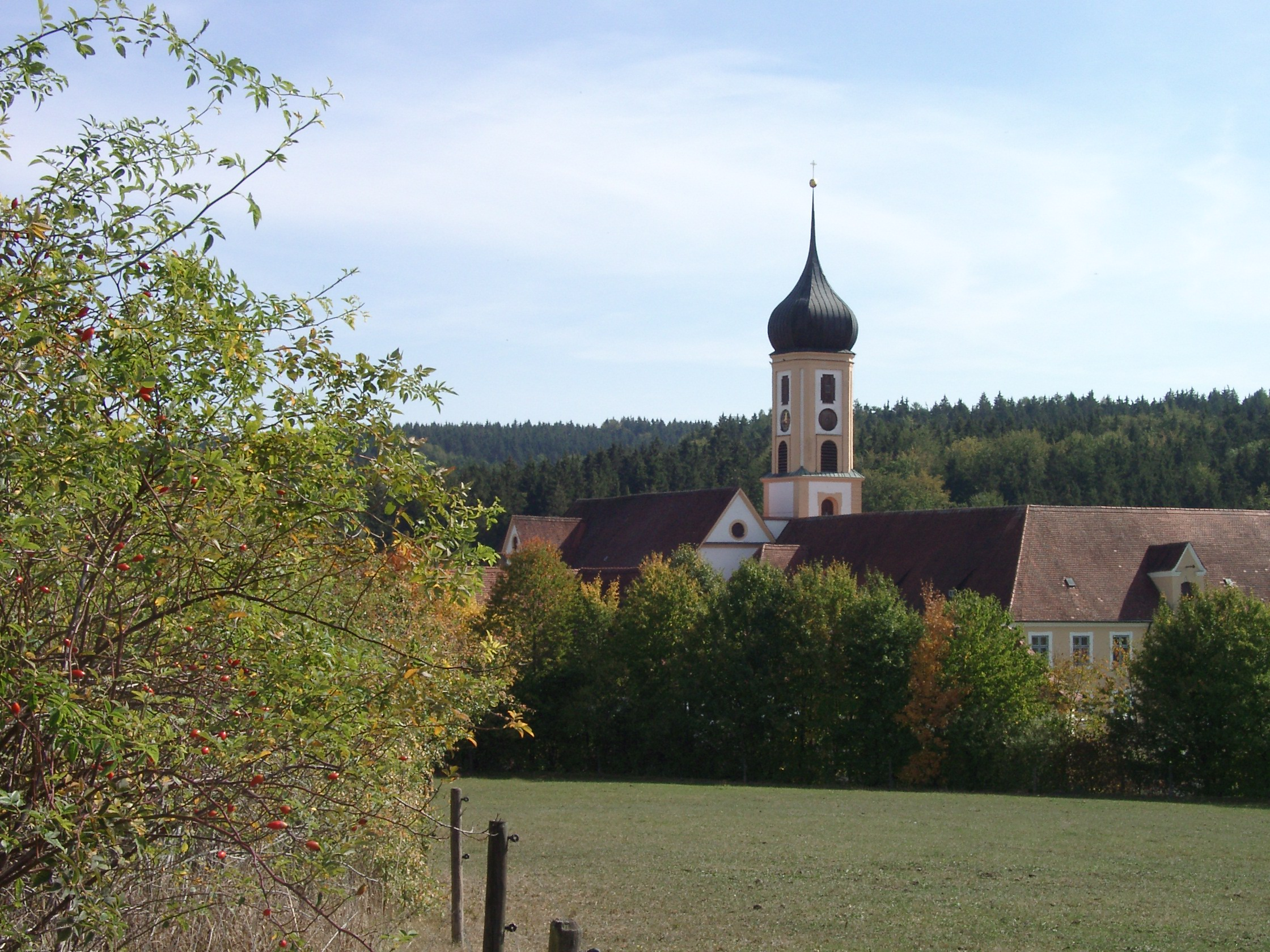
オーバーシェーネンフェルト修道院

- アウクスブルク＝ヴェストリヘ・ヴェルダー自然公園

## 経済と社会資本

### 交通

#### 公共交通

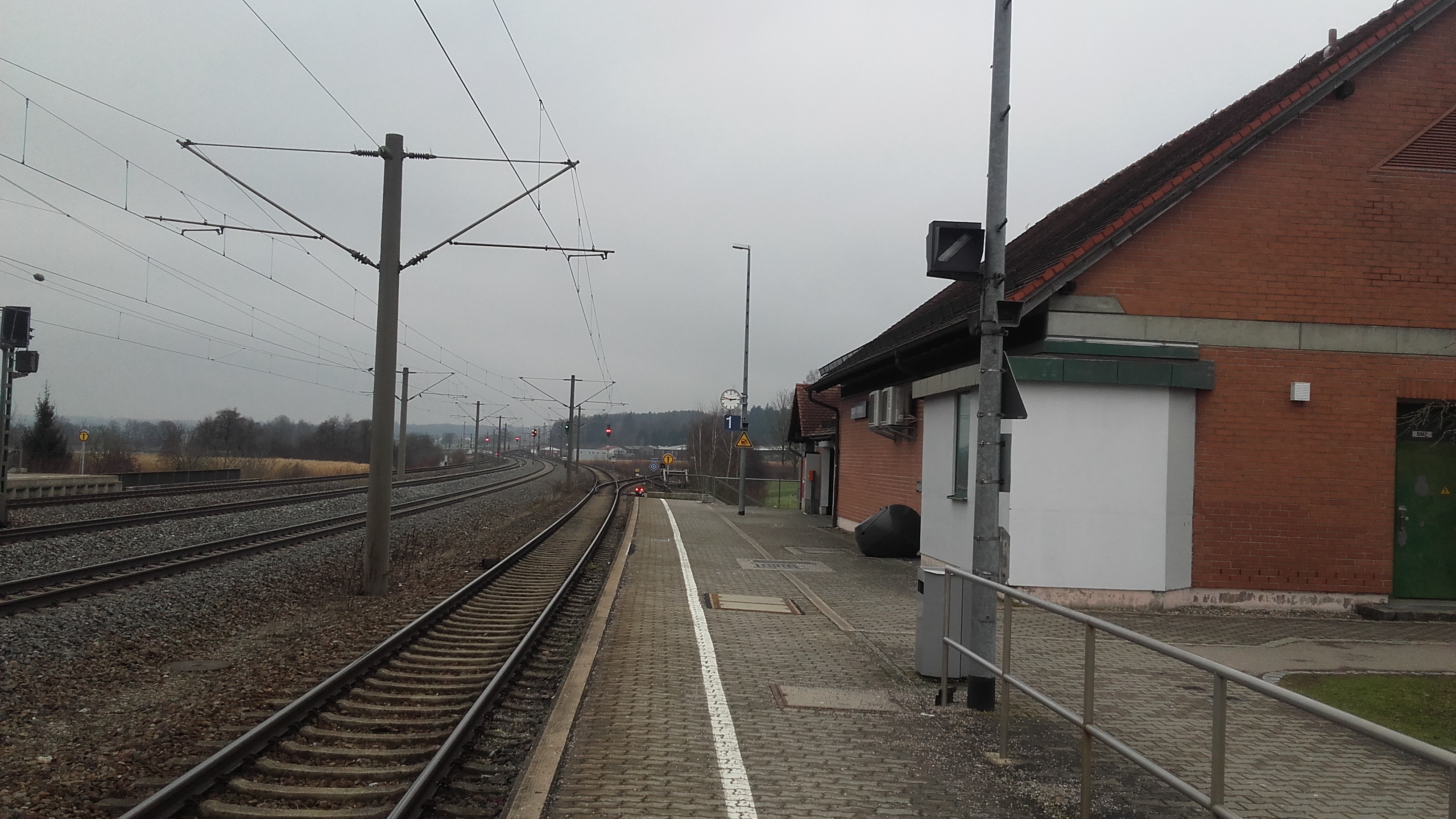
ゲッセルツハウゼン駅

ゲッセルツハウゼンは鉄道アウクスブルク - ウルム線沿いの交通の便が良い場所に位置している。この路線は、1853年9月26日にバイエルン＝マクシミリアン鉄道の一部アウクスブルク - ディンケルシェルベン区間として開通し、ゲッセルツハウゼンに駅が設けられた。1854年5月1日にウルムからミュンヘンまでのマクシミリアン鉄道全線が完成した。
1910年10月12日から1912年2月8日までにマクシミリアン鉄道から分岐するゲッセルツハウゼン - テュルクハイム線が多くの段階に分けて開通した。これによりゲッセルツハウゼンは鉄道の結節点となった。1982年9月24日にマルクト・ヴァルトからエトリンゲンまでの区間の旅客交通が、さらに1983年5月28日には貨物交通が路線の状態悪化を理由に停止され、この区間は廃線となった。1991年5月31日にゲッセルツハウゼンとマルクト・ヴァルトとの間の旅客運行、1996年5月1日にフィッシャハとマルクト・ヴァルトとの間の貨物運行も停止された。しかし、2001年7月28日にランゲンノイフナハまで、2003年5月1日にマルクト・ヴァルトまでの区間が再開された。貨物列車と観光列車を運行するシュタウデン交通 GmbH は、毎月第2日曜日に4時間間隔でゲッセルツハウゼンとマルクト・ヴァルトとの間で観光列車を運行している。この路線は、新しく造られたゲッセルツハウゼン駅の1番ホームからのみ乗降可能である。
本線であるウルム - ミュンヘン線にはレギオナルエクスプレス9番路線（ウルム - アウクスブルク - ミュンヘン）およびレギオナルバーン86番路線（ディンケルシェルベン - アウクスブルク - ミュンヘン）がそれぞれ1時間ごとに、したがってディンケルシェルベン - アウクスブルク間は30分間隔で運行している。
ゲッセルツハウゼン駅前には、無料のパーク・アンド・ライド駐車場がある。
ゲッセルツハウゼン町内には多くのバス停があり、以下の路線バスが利用可能である。
- 600番: アウクスブルク中央駅 - ゲッセルツハウゼン・ハウプト通り - ゲッセルツハウゼン駅 - ヴォリスハウゼン B 300 - クルムバッハ（ドイツ語版、英語版）
- 601番: アウクスブルク中央駅 - ゲッセルツハウゼン・ハウプト通り - ディートキルヒ - ヴォリスハウゼン・オルト - フィッシャハ
- 602番: ゲッセルツハウゼン駅 - ドイバッハ消防署 - ドイバッハ教会 - ドイバッハ・ヴィリスハウザー通り - ディードルフ駅
- 604番: ゲッセルツハウゼン駅 - ゲッセルツハウゼン・オーバーシェーネンフェルダー通り - マルゲルツハウゼン駅 - マルゲルツハウゼン・オルツミッテ - フィッシャハ - ヴォルメッツホーフェン - ランゲンノイフナハ - ミッテルノイフナハ - マルクト・ヴァルト
- 605番: ゲッセルツハウゼン駅 - ゲッセルツハウゼン・オーバーシェーネンフェルダー通り - オーバーシェーネンフェルト - ヴァイハーホーフ - デプスホーフェン・ヴァイデン通り - デプスホーフェン・オルツミッテ - ミックハウゼン
- 606番: ゲッセルツハウゼン駅 - ディートキルヒ - ヴォリスハウゼン・オルト - ミックハウゼン - シュヴァープミュンヘン駅
- 607番: ゲッセルツハウゼン駅 - ディートキルヒ - ヴォリスハウゼン・オルト - ミュンスター

#### 個人交通
連邦道300号線（メミンゲン - アウクスブルク間）がゲッセルツハウゼンを通っている。州道2026号線もゲッセルツハウゼンを起点としている。この道は連邦道16号線が通るハウゼン集落（プファッフェンハウゼン町内）への連絡道路として利用されている。

### 学校
- ゲッセルツハウゼン基礎課程学校

### クラブ・団体
- ゲッセルツハウゼン労働者組合 (AWO)
- ASB ソーシャルセンター
- 自然保護連合（ゲッセルツハウゼン支部）
- CSU-ゲッセルツハウゼン支部
- アンサンブル Ges-dur
- Freie Wähler（ゲッセルツハウゼン支部）
- ゲッセルツハウゼン消防団 e.V.
- 園芸、田園保護、養蜂団体ゲッセルツハウゼン
- ゲッセルツハウゼン地域協会
- ゲッセルツハウゼン養蜂協会
- ゲッセルツハウゼン音楽クラブ
- プロ・ナトゥール - レーベンディゲス・ゲッセルツハウゼン
- ゲッセルツハウゼン射撃協会1880
- ゲッセルツハウゼン退役軍人会
- SV ゲッセルツハウゼン
- VdK（社会福祉・政治団体、ゲッセルツハウゼン支部）